# Отец Браун
Оте́ц Бра́ун (англ. Father Brown; в переводах встречается также вариант патер Браун) — герой детективных рассказов и романов Гилберта Кита Честертона, католический священник и детектив-любитель. Описывается как низкий толстоватый человек с неприметной внешностью, рассеянный и подчас смешной, однако обладающий острым умом и умеющий понять взгляды и мотивы другого человека.

## История
Отец Браун — католический священник из маленькой английской деревни, который параллельно занимается раскрытием преступлений. Его мотивацией является спасение души виновного, побуждение того к покаянию и, тем самым, спасение от мук ада. Полицейские относятся к его расследованиям весьма неодобрительно, особенно с учётом того, что он обычно превосходит их по итоговым результатам. Во многих рассказах отца Брауна сопровождает друг и помощник Эркюль Фламбо — сначала преступник, а затем частный сыщик.
Основной метод отца Брауна при расследовании преступлений — поставить себя на место другого человека и вообразить, как (и ради чего бы) он сам совершил то или иное преступление; это удаётся ему даже в отношении отпетых негодяев благодаря христианскому смирению. Далеко не всегда Браун стремится наказать преступника; часто он ограничивается поучением или же исповедью.
Прототипом Брауна послужил священник Джон О’Коннор, знакомый Честертона, сыгравший важную роль в обращении писателя в католичество (в 1922 году). В нём Честертона поражало неожиданное знакомство с самыми тёмными, греховными сторонами человеческой души и одновременно необыкновенная внутренняя чистота. В 1937 г. О’Коннор опубликовал книгу «Отец Браун о Честертоне».
В рассказе «Око Аполлона» (англ. The Eye of Apollo) единственный раз упоминается инициал имени отца Брауна: Джей (J). Существует предположение, что это аллюзия на имя «Джон», по аналогии с прототипом Брауна, отцом Джоном О’Коннором.
Период, к которому относится действие рассказов — конец XIX века (см. рассказ «Неверный контур»): «цепь странных, впрочем, подлинных событий, случившихся на Троицу в тысяча восемьсот не помню точно каком году». Также это можно вывести из хронологии рассказа «Сломанная шпага». С другой стороны, во многих рассказах есть указания на гораздо более позднее время действия, вплоть до 1920-х (повсеместное распространение автомобилей, гражданская и военная авиация, упоминания СССР).

## Список произведений
Отец Браун впервые появляется в рассказе «Сапфировый крест» и в дальнейшем становится центральным персонажем пятидесяти одного рассказа, которые были объединены в пять сборников:

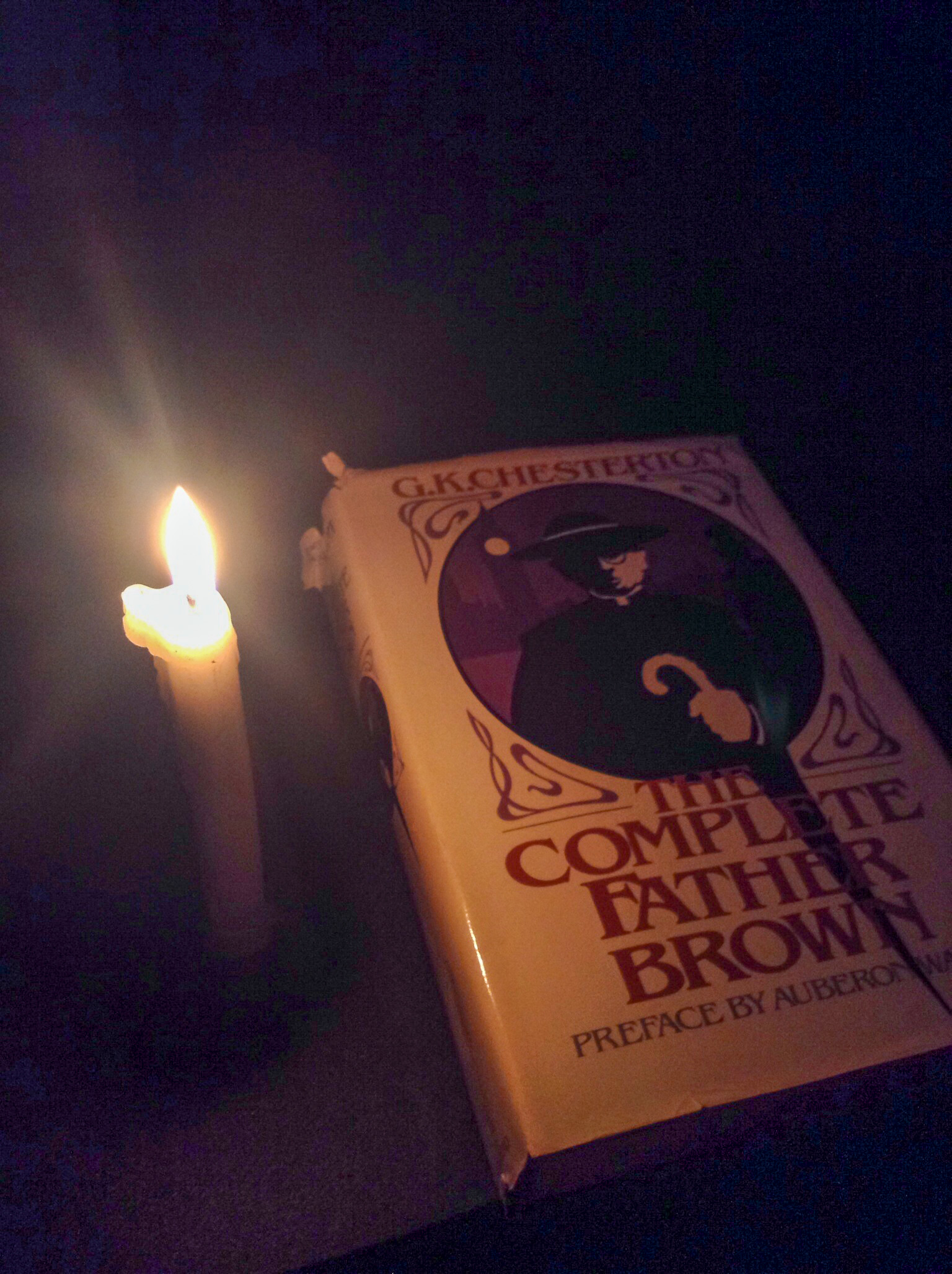
Полное собрание рассказов об отце Брауне в одном томе

1. «Неведение отца Брауна» (The Innocence of Father Brown) (1911)
  1. Сапфировый крест
  2. Тайна сада/Сокровенный сад
  3. Странные шаги
  4. Летучие звёзды
  5. Невидимка
  6. Честь Израэля Гау
  7. Неверный контур
  8. Грехи графа Сарадина
  9. Молот Господень
  10. Око Аполлона
  11. Сломанная шпага
  12. Три орудия смерти
2. «Мудрость отца Брауна» (The Wisdom of Father Brown) (1914)
  1. Отсутствие мистера Кана
  2. Разбойничий рай
  3. Поединок доктора Хирша
  4. Человек в проулке
  5. Ошибка машины/Машина ошибается
  6. Профиль Цезаря
  7. Лиловый парик
  8. Конец Пендрагонов
  9. Бог гонгов
  10. Салат полковника Крэя
  11. Странное преступление Джона Боулнойза
  12. Волшебная сказка отца Брауна
3. «Недоверчивость отца Брауна» (The Incredulity of Father Brown) (1926)
  1. Воскрешение отца Брауна
  2. Небесная стрела
  3. Вещая собака
  4. Чудо «Полумесяца»
  5. Проклятие золотого креста
  6. Крылатый кинжал
  7. Злой рок семьи Дарнуэй
  8. Призрак Гидеона Уайза
4. «Тайна отца Брауна» (The Secret of Father Brown) (1927)
  1. Тайна отца Брауна
  2. Зеркало судьи
  3. Человек о двух бородах
  4. Песня летучей рыбы
  5. Алиби актрисы
  6. Исчезновение мистера Водри
  7. Худшее преступление в мире
  8. Алая луна Меру
  9. Последний плакальщик
  10. Тайна Фламбо
5. «Скандальное происшествие с отцом Брауном» (The Scandal of Father Brown) (1935)
  1. Скандальное происшествие с отцом Брауном
  2. Убийство на скорую руку
  3. Проклятая книга
  4. Зелёный человек
  5. Преследование Синего человека
  6. Преступление коммуниста
  7. Острие булавки
  8. Неразрешимая загадка

Сельский вампир — рассказ вне сборника
Маска Мидаса — рассказ вне сборника
Отец Браун и дело Даннингтонов — рассказ вне сборника

## В кинематографе
- В одной из экранизаций роль отца Брауна сыграл Алек Гиннесс.
- В телесериале 1974 года роль отца Брауна сыграл Кеннет Мор. Всего вышло 13 серий.
- В британском телесериале, который начал выходить в 2013 году, роль отца Брауна играет Марк Уильямс. Вышло 11 сезонов и более 110 эпизодов, съёмки продолжаются. В январе 2025 года вышел 12 сезон.
- В 2-серийном телефильме «Лицо на мишени» (1979, СССР, Литовская киностудия) роль исполнил Повилас Гайдис.
- Кукольный мультфильм «Проклятая книга» 1990 г. по мотивам одноимённого рассказа[2].

## На радио
- Радиоспектакль «Пять вечеров с патером Брауном» на Ленинградском радио (1984 г.) по рассказам «Скандальное происшествие с Патером Брауном», «Небесная стрела», «Сапфировый крест», «Странные шаги», «Летучие звёзды». В ролях — Олег Борисов, Вячеслав Захаров.
- Четыре рассказа об отце Брауне начитаны Виталием Соломиным — «Сапфировый крест», «Странное преступление м-ра Боулнойза», «Лиловый парик», «Проклятая книга» (серия «Зарубежный детектив на радио России»).[значимость факта?]

## Память
В 1973 году почта Никарагуа выпустила серию почтовых марок с изображениями самых знаменитых сыщиков в истории литературы (одной из которых стала марка с портретом отца Брауна).